# Глідер Михайло Мойсейович
Михайло Мойсейович Глідер (нар. 17 (5) січня 1900, Генічеськ, Таврійська губернія, Російська імперія (нині — Херсонська область) — пом. 11 грудня 1967, Москва, СРСР) — радянський український кінооператор. Заслужений діяч мистецтв Російської РФСР (1961). Лауреат Сталінської премії третього ступеня (1951).

## Біографія
Народився 1899 року в Генічеську (нині Херсонська область). З 1920 по 1926 роки працював фотографом в ательє Києва.
У 1926—1933 роках — асистент оператора, оператор на кинофабриках Одеси і Києва. Оператор студії «Союзкіно-ЦСДФ» з 1933 по 1963 роки.
Фронтовий оператор. З 12 квітня 1943 року учасник партизанського руху в Українській РСР та Словаччині. 30 жовтня 1944 року призначений комісаром 2-ї Чехословацької партизанської бригади. Оператор кінохроніки війни. Член ВКП(б) з 1944 року.

Автор книги «З кіноапаратом у тилу ворога».

Я знімав лісовий бій, і знову відчув великий відчай. У вічко апарату бачив я те, що міг побачити майбутній глядач. Однак цього було дуже мало. Верхівки дерев падали як би самі по собі. Польоту куль, звичайно, видно не було. Я міг відобразити лише окремі перебіжки. Враження бою, який я спостерігав очима, відриваючись від апарату, не виходило

Помер Михайло Глідер 1967 року, похований у колумбарії Новодівичого кладовища у Москві.

## Звання та нагороди
- Сталінська премія третього ступеня (1951) — за фільм «Оновлення землі» (1948)
- заслужений діяч мистецтв Російської РФСР (1960)[6].
- орден Вітчизняної війни I ступеня (1944)
- орден Червоної Зірки (8.5.1945)
- медаль «Партизанові Вітчизняної війни» II ступеня (1944)
- Військовий хрест (Чехословаччина, 1939)

## Фільмографія
- 1928 — Музична олімпіада; По Ойротії
- 1932 — Іван (фільм)
- 1933 — Жити заможно
- 1934 — Нанаєць з річки Тунгуски; Лю-Фу
- 1935 — Біробіджан; Кавалеристи; Розповідь про риболовлю; Місто юності
- 1936 — X з'їзд комсомолу; З Новим роком!; Робітничо-селянська
- 1937 — Московська орденоносна; Будемо як Ленін; Звичайна жінка; Приємного апетиту; С. М. Кіров; З Новим роком!
- 1938 — Гірники
- 1939 — Палац Рад
- 1941 — ВСХВ; Наша Москва[7]; Повний вперед; Після роботи
- 1943 — Битва за нашу Радянську Україну; Народні месники
- 1944 — Конвоювання полонених німців через Москву
- 1945 — Битва за правобережну Україну; Звільнена Чехословаччина; Першотравневий парад у Москві
- 1946 — Земля рідна; Перше травня; Кандидат до Верховної Ради СРСР Л. Леонов; Наш кандидат — президент АН СРСР С. Вавілов
- 1947 — День перемогла країни; Румунія
- 1948 — День повітряного флоту СРСР; Оновлена земля
- 1952 — Радянська Якутія
- 1955 — Мургабський оазис; Міжнародні змагання легкоатлетів
- 1956 — За дружбу і співробітництво; Зустрічі з сонцем
- 1958 — Сергій Ейзенштейн
- 1959 — Пора великого новосілля; Розкопки в Кремлі; Румунія; Більше квартир; Академія імені Леніна; День нашого життя; Салом, Москва!; Будівництво Палацу Рад; Крокуй, семирічка
- 1960 — 43-й Жовтень; Кіно для дітей; Програма КПРС
- 1963 — Москва першотравнева